# باباراپ
باباراپ (به لاتین: Babarap) یک منطقهٔ مسکونی در ترکمنستان است که در شهرستان گوک‌تپه واقع شده‌است.